# Љиљана Лучић
Лиљана Лучић (Београд, 1953) је српска политичарка. Студирала је социологију на Филозофском факултету Универзитета у Београду. Професионалну каријеру провела је радећи као професор и консултант у Савезној агенцији за међународну културну и просветну сарадњу у Београду.
Чланица је Демократске странке од 1992. године. Изабрана је за председника Извршног одбора, секретара Странке и потпредседника Демократске странке. Тренутно је члан Главног одбора Партије.
Била је посланик у Народној скупштини Србије са листе Демократске странке од 1993. до 1997. године. Од 2000. до 2006. године била је посланик у Савезној скупштини Савезне Републике Југославије и Скупштини Србије и Црне Горе. Била је делегат Скупштине државне заједнице Србија и Црна Гора у Парламентарној скупштини Савета Европе.
У Влади Зорана Ђинђића била је заменица министра за социјална питања. У јулу 2008. године именована је за државног секретара за социјалну политику у Министарству за рад и социјалну политику.